# Baburam Bhattarai
Baburam Bhattarai (Katmandu, 26 maggio 1954) è un politico nepalese.
Ex leader della guerriglia maoista, è stato Primo ministro del Nepal dal 29 agosto 2011 al 14 marzo 2013.

## Biografia
Nato nel distretto di Gorkha, ha studiato prima in Nepal e poi in India, laureandosi in architettura a Chandigarh nel 1977 e prendendo quindi un PhD alla Jawaharlal Nehru University di Delhi (1986). Nel periodo in cui era studente in India ha iniziato anche l'attività politica fondando la All India Nepalese Students Association e diventando militante del Partito Comunista del Nepal. Nel 1990 ha preso alla rivolta antimonarchica che infiammò Kathmandu e altre città del paese himalayano.
Nel 1994 ha aderito alla componente scissionista del Partito comunista che diede il via alla guerriglia comandata da Pushpa Kamal Dahal (Prachanda) ed è entrato in clandestinità, diventando quindi il numero due del Partito Comunista Maoista Nepalese, nonché il suo maggiore ideologo per tutto il periodo della Guerra civile nepalese (1996-2006). All'inizio del 2005 si è parlato di un possibile allontanamento di Bhattarai dal vertice del partito dopo che questi aveva criticato il culto della personalità di Prachanda, ma il dissidio è rientrato nel luglio dello stesso anno.
Dal dicembre del 2006, dopo la firma degli accordi di pace tra guerriglia e governo, Bhattarai è tornato a vivere da libero cittadino e da esponente politico del suo partito a Kathmandu. Ministro delle Finanze nel governo Prachanda (agosto 2008 - maggio 2009) nell'agosto del 2011 è stato nominato Primo Ministro succedendo al più moderato Khanal, leader del Partito Comunista del Nepal (Unificato Marxista-Leninista). È il secondo esponente maoista ad accedere a tale carica.
Autore di numerosi libri sulle strutture sociali del Nepal, in particolare sulle condizioni delle vaste aree rurali del paese, ha cercato di applicare le teorie del marxismo alla realtà contemporanea del Nepal.

## Vita privata
Appassionato giocatore di scacchi, è sposato con Hisila Yami, anch'essa dirigente del Partito Comunista Maoista.